# Віскі «Айла»

Віскі виробництва регіонів Шотландії

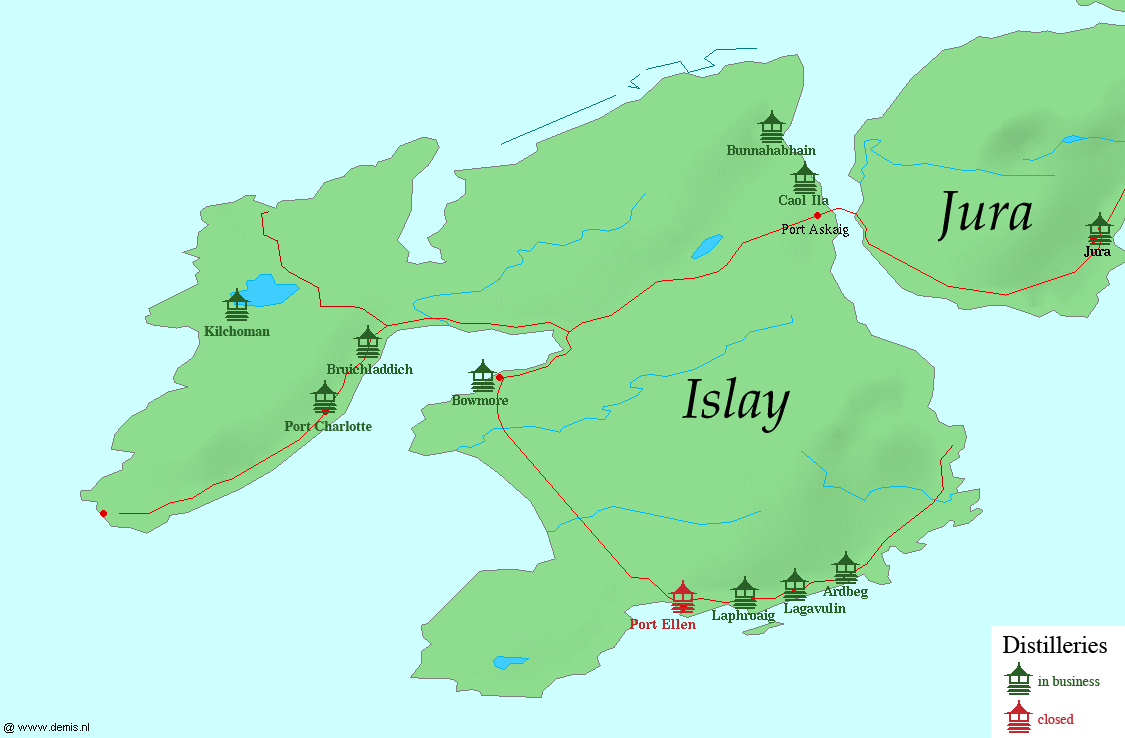
Винокурні острова Айла

Ві́скі острова Айла — це шотландське віскі, яке виготовляється на острові Айла, одному з найбільш південних островів Внутрішніх Гебрид, розташованих біля західного узбережжя Шотландії. Айла є одним з п'яти населених пунктів і регіонів в Шотландії, індивідуальність яких захищена законом. Десять діючих винокурень та промисловість є другими за величиною роботодавцями острова після сільського господарства. Айла є центром «віскі туризму» і проводить «Фестиваль Солоду і Музики», відомий як Fèis Ìle щороку в останню неділю травня, з подіями та святковими дегустаціями, які відображають культурну спадщину острова.

## Стилі віскі
У віскі з винокурень уздовж південно-східного узбережжя острова, Laphroaig, Lagavulin і Ardbeg, — мають димний характер, отриманий з торфу, який вважається основною характеристикою солодів Айла, води, з якої виготовлене віскі, та рівня подрібнення ячменю. Багато описують це як «лікарський» аромат. Крім того, вони мають нотки йоду, водоростей і солі. Caol Ila, що на північній стороні острова, навпроти острова Джура, також виробляє сильно продимлений віскі. Дерева, крім плантацій, на цих островах розсіяні і торф вільний від гниття деревини. (Нормальні торфовища захоплені деревами і періодичні пожежі спалюють оточуючу лінію дерев.) Торф з острова Айла, на загальну думку, є найкраще ароматизованим для виробництва скотча.
Решта винокурень на острові виготовляють віскі найрізноманітніших стилів. Bunnahabhain робить набагато легше віскі, яке, як правило, злегка оторфоване. Bowmore виробляє віскі, яке є добре збалансованим, з використанням рівня peating середньої сили (25 частин на мільйон), але також з використанням дозрівання в бачках з-під Хересу. Новітня винокурня, Kilchoman, почала виробництво в кінці 2005 року. У місці на відміну від інших семи спиртових заводів, які всі розташовані поблизу моря.

## Активні винокурні
|  | Винокурні     | вимова          | Значення                                          | Роки діяльності:            | Місцезнаходження                           | Нотатки |
|  | ------------- | --------------- | ------------------------------------------------- | --------------------------- | ------------------------------------------ | --- |
|  | Ardbeg        | [ɑrdˈbɛɡ]       | маленький мис                                     | 1815-1981, 1990—1996, 1997- | 5 км на сході від Порт — Еллен             | належить Glenmorangie, / LVMH |
|  | Ardnahoe      | Арднахо         | Висота заглиблення                                | квітень 2019-               | На дорозі між Port Askaig і Bunnahabhain   | - заснувала сім'я Laing. - належить Hunter Laing. - Майстер-дистилятор Jim McEwan, легенда у світі віскі, який раніше працював у Bowmore та Bruichladdich. |
|  | Bowmore       | [boʊˈmɔər]      | великий морський риф або морська скеля            | 1779-                       | в Bowmore, столиця острова                 | належить Біму Санторі, продає 7-річний солод під брендом McClelland в                                                                                      |
|  | Bruichladdich | [brʊxˈlædi]     | крутий берег                                      | 1881-1995, 2001-            | на західному Loch Indaal, навпроти Bowmore | відновлено як незалежна винокурня; куплений у 2012 році Remy Cointreau                                                                                     |
|  | Bunnahabhain  | [ˌbuːnəˈhævən]  | гирло річки                                       | 1880/1883-                  | 4 км до півночі від Порту Askaig           | належить Burn Stewar, помітна частина купажу Black Bottle'                                                                                                 |
|  | Caol Ila      | [kʌlˈiːlə]      | Звучання Айли (між Islay та Jura)                 | 1846-1972, 1974-            | 1 км до півночі від Порту Askaig           | належить Diageo |
|  | Kilchoman     | [kɪlˈxoʊmən]    | Церква St. Comman                                 | 2005-                       | на Атлантичному узбережжі                  | перша нова винокурня з 1881 року |
|  | Lagavulin     | [ˌlɑːkəˈvuːlɪn] | млин у впадині                                    | 1742/1816-                  | 4 км до сходу від Порту — Еллен            | належить Diageo |
|  | Laphroaig     | [ləˈfrɔɪɡ]      | красива впадина в широкій бухті                   | 1815-                       | 2 км до сходу від Порту — Еллен            | належить Beam Suntory |
|  | Port Ellen    | Порт Елен       | був названий на честь сусіднього міста Порт-Еллен | 1825–1929, 1967–1983, 2024– | на південному узбережжі острова Айла       | власник Diageo |

## Нові винокурні
Kilchoman заснована у 2005 році Ентоні Віллзом і залишається незалежною сімейною винокурнею. Вона найменша на острові, але з моменту отримання статусу Rockside Farm у 2015 році перебуває у процесі розширення.
Віскікурня Hunter Laing's Ardnahoe Distillery, розташована між Port Askaig та Bunnahabhain, відкрилася у квітні 2019 року, ставши дев'ятою віскікурнею на острові Айла.
9 жовтня 2017 року Diageo оголосила, що лікеро-горілчаний завод Port Ellen знову відкриється після інвестицій у розмірі 35 мільйонів фунтів стерлінгів у відновлення.
Британська група Elixir Distillers працює над створенням Portintruan Distillery, яка, як очікується, відкриється 2024 року. 
Винокурня Laggan Bay Distillery буде створена у партнерстві між The Islay Boys та Ian Macleod Distillers, сімейною компанією з виробництва шотландського віскі, яка володіє односолодовими віскі Glengoyne і Tamdhu, а також Edinburgh Gin. 
Chivas Brothers, група виробників шотландського віскі, що належить французькому виробнику напоїв Pernod Ricard, оголосила про плани побудувати нову віскікурню на острові Айла. Винокурня буде розташована на фермі Гартбрек, яку придбала компанія Chivas Brothers. Вона розташована всього в декількох милях на південний захід від віскікурні Bowmore Distillery на березі озера Лох-Індал, обличчям через воду в бік Bruichladdich і Порт-Шарлотта. Наразі немає жодних відомостей про масштаби заводу або дату його відкриття, але не дивно, що основна увага буде зосереджена на виробництві торф'яного односолодового віскі.

## Закриті винокурні

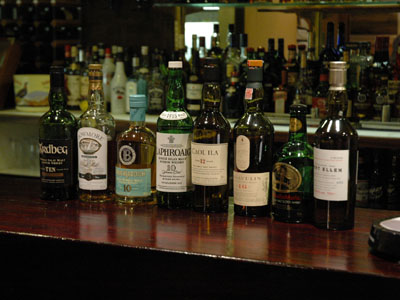
Віскі з восьми спиртових заводів осрова Айла. Коли ця фотографія була зроблена в серпні 2004 року, один з спиртових заводів припинив провадження.

Найстаріший запис легальної винокурні на острові Айла відноситься до Bowmore в 1779 році де і в свій час було до 23 спиртзаводів в експлуатації. Наприклад, Port Charlotte винокурня, яка діяла з 1829 по 1929 р і Порт — Еллен також закритий, хоча він залишається в бізнесі як солодовня , яка поставляє багато солодів до спиртових заводів Islay.
У березні 2007 року Bruichladdich Distillery оголосила про відновлення спиртзаводу в Порт Шарлотт (Порт Sgioba з гельської), який був закритий в 1929 році, і був також відомий як винокурня Lochindaal.
- Achenvoir (попередньо 1816—1818 +), в Argyll
- Ardenistle (1837—1849) / Kildalton (1849—1852) / Islay (1852—1852), включена в категорію Laphroaig 1 853
- Ardmore (1817—1835), взята з Lagavulin 1837
- Daill (1814—1830), руїни на дорозі між Порт Askaig і Bridgend
- Freeport (1847—1847), місцезнаходження невідоме
- Hazelburn (1825?), Невизначене ставлення до Hazelburn спиртзаводу в Campbeltown
- Kildalton (1817—1837), об'єднався з Lagavulin
- Killarow (c.1760-1818) / Bridgend (1818—1822), руїни в селі
- Lochindaal / Port Charlotte / Rhinns (1829—1929), недалеко від Bruichladdich
- Lossit (1821) / Ballygrant (1826—1860), руїни на південь від села A846
- Malt Mill (1908—1962), в даний час частина Lagavulin[9]
- Mulindry (1826—1827), на стику Neriby Burn і річки Laggan, тепер в руїнах[9]
- Newton (1819—1837), руїни безпосередньо на південь від A846 між Порту Askaig і Bridgend[9]
- Octomore (1816—1852), руїни поблизу Порту Charlotte
- Port Ellen (1825—1929, 1967—1983), великий портове село на Айлі, перетворюється в пивоварні[7][9]
- НЕ Scarabus (1817—1818), ніяких доказів виробництва
- Tallant (1821—1852), Tallant ферми на південь від Bowmore
- Torrylin (? -?), Можливо, був на острові Arran